# Fernando Tatís Jr.
Fernando Gabriel Tatis Medina Jr. (San Pedro de Macorís, República Dominicana; 2 de enero de 1999) es un jugador profesional de béisbol dominicano. Juega en la posición de jardinero derecho y actualmente milita en los San Diego Padres de las Grandes Ligas de Béisbol (MLB).

## Biografía
Fernando Tatís Jr. nació en el municipio dominicano de San Pedro de Macorís el 2 de enero de 1999. Es hijo del exjugador profesional de béisbol Fernando Tatís, quien disputó un total de once temporadas en la MLB en equipos como el Texas Rangers, St. Louis Cardinals, Montreal Expos, Baltimore Orioles y New York Mets. Pasó mucho tiempo en los vestuarios de las grandes ligas, era muy atlético y se interesó por el béisbol desde muy joven. Practicaba a menudo con Robinson Canó, también de San Pedro de Macoris.

## Carrera

### MLB

#### San Diego Padres

##### 2019
Tatís Jr. debutó en las Grandes Ligas el 28 de marzo de 2019 ante los San Francisco Giants. El 1 de abril, contra los Arizona Diamondbacks, logró el primer home run de su carrera como profesional.
En agosto, Tatís se lesionó la espalda, lo que puso fin a su temporada de 2019. Terminó la temporada bateando (.317 / .379 / .590) con 22 jonrones, 61 carreras y 106 hits en 84 juegos. Quedó en tercer lugar en la votación para el premio al Novato del Año de la Liga Nacional, detrás de Pete Alonso y Mike Soroka.

##### 2020
En la temporada 2020, Tatís fue parte de una racha de cuatro juegos en agosto en la que los Padres de San Diego pegaron cuatro grand slams y, en particular, estuvieron en cada posición de base sobre los cuatro. Hubo una controversia que involucró a Tatis cuando lanzó un lanzamiento de 3-0 en la octava entrada, golpeando un grand slam en el campo opuesto contra los Texas Rangers. Aunque algunos lo criticaron por romper las " reglas no escritas ", dado que los Padres ya tenían siete carreras arriba, mucha gente lo defendió.
En 2020, Tatis lideró la Liga Nacional en número de potencia-velocidad (13.4) y bateó (.277 / .366 / .571) (décimo en la liga) con 50 carreras (segundo), 17 jonrones (segundo), 42 carreras impulsadas (cuarto) y 11 bases robadas (4ª) en 224 turnos al bate. De todos los bateadores de Grandes Ligas, tuvo la velocidad de salida promedio más alta (95.9 MPH), el porcentaje de bolas pegadas con fuerza (62.2) y el porcentaje de apariencia de barriles / plato (12.5%).
En el Juego 2 de la Serie de Comodines 2020 contra los St. Louis Cardinals, Tatís pudo ayudar a que los Padres volvieran a la posición ganadora al conectar dos jonrones que hicieron posible que los Padres ganaran la serie y se dirigieran a la siguiente ronda contra los Dodgers, que perdieron en tres juegos consecutivos.
En 2020 Tatís Jr. terminó cuarto en las votaciones al MVP de la Liga Nacional, por detrás de su compañero Manny Machado.

##### 2021
En febrero del 2021 firmó una ampliación de su contrato con los Padres de San Diego de $340 millones de dólares por 14 temporadas, el club lo hizo oficial el 22 de febrero del 2021.
El 23 de abril, exactamente 22 años después de que su padre conectara dos grand slams en una entrada, Tatís conectó dos jonrones ante Clayton Kershaw, y también conectó dos jonrones más en otro juego ante Trevor Bauer. Los cuatro jonrones se llevaron a cabo en el mismo lugar donde el padre de Tatís también hizo historia. Los Padres ganaron 6-1.
El 12 de mayo, los jugadores de los Padres de San Diego, incluidos Fernando Tatis Jr. y Wil Myers, dieron positivo de COVID-19, Tatis fue colocado en la lista de lesionados debido a COVID-19. El 19 de mayo, los Padres activaron a Tatis del COVID-19 IL.
El 2 de junio, Tatis fue nombrado Jugador del Mes de la Liga Nacional en mayo, bateando (.353 / .440 / .824) con nueve jonrones, ocho bases robadas, 26 carreras impulsadas y 21 carreras anotadas en 20 juegos.
El 25 de junio, Tatis tuvo su primer juego de tres jonrones en su carrera contra los Arizona Diamondbacks para darle a los Padres una victoria por 11-5.
El 1 de julio, Tatis fue seleccionado para comenzar su primer Juego de Estrellas, convirtiéndose en el primer abridor All-Star de los Padres desde Tony Gwynn.
En un partido del 6 de julio de 2021, Tatís recibió la atención de los medios por una captura inusualmente alta, que parecía parecerse a un doble salto que se ve típicamente en los videojuegos.
El 24 de julio, Tatis conectó su trigésimo jonrón de la temporada, convirtiéndose en el cuarto jugador de los Padres en conectar 30 jonrones y robar 20 bases en una temporada, después de Steve Finley, Wil Myers y Ryan Klesko. Logró esta hazaña en 82 juegos, la más baja para cualquier jugador de 22 años o menos.
Tatis sufrió una subluxación en el hombro mientras jugaba contra los Rockies de Colorado el 30 de julio y fue transferido al IL de 10 días. Durante su paso por IL, Tatis entrenó con el entrenador de primera base de los Padres, Wayne Kirby, para hacer la transición a jardinero. Fue activado desde IL el 15 de agosto y jugó en el jardín derecho en su primer juego después de una lesión.

##### 2022: Lesión y sanción por dopaje
El 12 de agosto del 2022, fallo en las pruebas antidopaje, llevadas a cabo de forma rutinaria por los oficiales de la MLB, debido a que abuso del Clostebol, un esteroide anabólico, el cual fue suspendido de forma inmediata por 80 partidos.

## Estadísticas
|  | Líder de la liga |

### Temporada regular
| Año                | Equipo             | J                                     | AB   | R   | H   | 2B  | 3B | HR  | RBI | BB  | K   | SB | AVG  | OBP  | SLG  | OPS  |
| ------------------ | ------------------ | ------------------------------------- | ---- | --- | --- | --- | -- | --- | --- | --- | --- | -- | ---- | ---- | ---- | ---- |
| 2019               | San Diego          | 84                                    | 334  | 61  | 106 | 13  | 6  | 22  | 53  | 30  | 110 | 16 | .317 | .379 | .590 | .969 |
| 2020               | San Diego          | 59                                    | 224  | 50  | 62  | 11  | 2  | 17  | 45  | 27  | 61  | 11 | .277 | .366 | .571 | .937 |
| 2021               | San Diego          | 130                                   | 478  | 99  | 135 | 31  | 0  | 42  | 97  | 62  | 153 | 25 | .282 | .364 | .611 | .975 |
| 2022               | San Diego          | No jugó - Lesión y suspensión por PED |      |     |     |     |    |     |     |     |     |    |      |      |      |      |
| 2023               | San Diego          | 141                                   | 575  | 91  | 148 | 33  | 1  | 25  | 78  | 53  | 141 | 29 | .257 | .322 | .449 | .770 |
| 2024               | San Diego          | 102                                   | 398  | 64  | 110 | 21  | 1  | 21  | 49  | 32  | 96  | 11 | .276 | .340 | .492 | .833 |
| Total              | Total              | 516                                   | 2009 | 365 | 561 | 109 | 10 | 127 | 322 | 204 | 561 | 92 | .279 | .350 | .533 | .883 |
| Juego de Estrellas | Juego de Estrellas | 1                                     | 2    | 0   | 0   | 0   | 0  | 0   | 0   | 0   | 0   | 0  | .000 | .000 | .000 | .000 |

### Playoffs
| Año   | Equipo    | J | AB | R | H | 2B | 3B | HR | RBI | BB | K | SB | AVG  | OBP  | SLG  | OPS   |
| ----- | --------- | - | -- | - | - | -- | -- | -- | --- | -- | - | -- | ---- | ---- | ---- | ----- |
| 2020  | San Diego | 6 | 22 | 5 | 7 | 2  | 0  | 2  | 5   | 5  | 7 | 1  | .318 | .444 | .682 | 1.126 |
| Total | Total     | 6 | 22 | 5 | 7 | 2  | 0  | 2  | 5   | 5  | 7 | 1  | .318 | .444 | .682 | 1.126 |

## Vida personal
El padre de Tatís, Fernando Sr. jugó tercera base en las Grandes Ligas de 1997 a 2010. Su madre se llama María. Su hermano, Elijah, es un jugador de cuadro en la organización de los Chicago White Sox, firmado en 2019. Tiene otros tres hermanos, Joshua, María Fernanda y Daniel Tatís. Tatís es el atleta de portada de MLB The Show 21, y a los 22 años el jugador más joven en aparecer. como la estrella de la portada.